# Michael Konrad Wankel
Michael Konrad Wankel (* 16. Januar 1749 in Hammelburg; † 28. April 1834) war Abgeordneter des Ersten Bayerischen Landtags (Zweite Kammer gemäß der Verfassung von 1818).
Der Gerbermeister wurde vom schwedischen König Karl XIV. Johann mit dem Wasa-Ritterorden ausgezeichnet. Wankel hatte Napoleons Marschall Bernadotte, den späteren schwedischen König Karl XIV. Johann auf einem Wagen durch die feindlichen Linien geschmuggelt.